# Tingbergsvallen
Tingbergsvallen – wielofunkcyjny stadion w mieście Kungsbacka, w Szwecji. Został otwarty 12 lipca 1936 roku. Może pomieścić 2000 widzów. Swoje spotkania rozgrywają na nim piłkarze klubu Kungsbacka IF oraz piłkarki zespołu Kungsbacka DFF.